# 胡迪克斯瓦尔
胡迪克斯瓦尔（瑞典語：Hudiksvall）是瑞典耶夫勒堡省胡迪克斯瓦尔市镇内的城区。

## 爆炸事故
2014年5月1日，胡迪克斯瓦尔一間倉庫起火，使倉庫內數千個正在發酵的鹽醃鯡魚罐頭發生爆炸並飛出倉庫，當時飛出的罐頭使得當地的居民遭受驚嚇，甚至有罐頭直接射入民宅。